# بوب ويستون
بوب ويستون (بالإنجليزية: Bob Weston)‏ هو مهندس الصوت ومنتج أسطوانات ومهندس أمريكي، ولد في 1965 في والثام في الولايات المتحدة.

## وصلات خارجية
- بوب ويستون على موقع ميوزك برينز (الإنجليزية)
- بوب ويستون على موقع أول ميوزيك (الإنجليزية)
- بوب ويستون على موقع ديسكوغز (الإنجليزية)